# Swami Shivananda
Swami Shivananda (Barasat,1854-1934) religiós bengalí, deixeble directe del místic Sri Ramakrishna i es va convertir en el segon president de la Ramakrishna Mission i la Ramakrishna Math. Nascut al poble de Barasat de la Bengala Occidental amb el nom de Tarak Nath Ghosal. Els seus devots es referien a ell com Mahā-Purush (gran ànima) i Mahā-rash (‘gran rei’). Se sap que va posar la primera pedra del temple Belur Math en honor de Sri Ramakrishna dissenyat per Vijnanananda.
El seu pare era Ramakanai Ghoshal, un brahmin pietós i seguidor del tantrisme que exercia d'advocat. Ell i la seva primera esposa, Vamasundari Devi, la mare de Tarak, oferien allotjament gratuït a entre vint-i-cinc i trenta estudiants pobres. Ramkanai també va conèixer a Ramakrishna personalment, ja que solia visitar Dakshineswar per negocis.
Quan Tarak acabá els seus estudis escolars, va treballar amb Mackinnon Mackenzie a Calcuta per ajudar el seu pare.
Tarak va veure Ramakrishna per primera vegada a la casa de Ramchandra Dutta el maig de 1880. Uns dies més tard es va dirigir a Dakshineswar per visitar-lo al Temple de Kali. Des de llavors va començar a practicar intensament la pregària i la meditació sota l'orientació d'en Ramakrishna. Més tard va escriure "Encara no he arribat a una comprensió completa sobre ell (Ramakrishna). Era un home o un superhome? Un déu o el mateix Déu? Però l'he conegut com un home de total autosuficiència, amo d'una enorme renúncia, de saviesa suprema, i la suprema encarnació de l'amor".
Es va casar a principis de la dècada del 1880. Com que el seu pare no podia permetre's el dot pel matrimoni de la seva germana tal com era habitual. Tarak es va comprometre a casar-se amb una filla de la família del nuvi. Amb el consentiment de la seva esposa, va viure una vida absolutament casta. Tres anys més tard, la seva esposa va morir i Tarak va començar a viure en una casa de devots i, a vegades, en llocs solitaris, fins que es va iniciar al Baranagar Math.
Va continuar visitant Dakshineswar fins que Ramakrishna va caure malalt i va ser portat, primer a la casa de Shyampukur i després a la Casa del Jardí de Cossipore. A Cossipore, Tarak es va unir al grup de persones que servien en Ramakrishna, incloent Narendranath Dutta, més tard conegut com a Swami Vivekananda.
Després de la mort d'en Ramakrishna el 1886, el petit grup de deixebles directes que van decidir abraçar la vida monàstica es van reunir en una casa en ruïnes a Baranagar. Ell va ser un dels primers a establir-s'hi. Fundant-se el monestir de Baranagar de la Ramakrishna Math.
Més tard es convertí en monjo errant viatjant per tot el nord de l'Índia. A Almora, on coneixia Lala Badrilal Shah, un home ric i un admirador dels deixebles de Ramakrishna. Durant la segona part del 1893, Tarak també va conèixer a E.T. Sturdy, un anglès interessat amb la teosofia, que més tard es va convertir en admirador i seguidor de Vivekananda després de conèixer-lo a Anglaterra. Estava inclinat a dur una vida contemplativa i va anar a l'Himalaya diverses vegades. També va anar a Amarnath el 1909 amb en Swami Turiyananda.
La vida itinerant de Tarak va acabar quan Vivekananda va tornar a l'Índia el 1897. Va anar a Madras per rebre Vivekananda i va tornar amb ell a Calcuta. Vivekananda va enviar Shivananda a Ceilan, actualment Sri Lanka, per difondre-hi el Vedanta. On impartí classes sobre el Gita i el Raja Ioga. Va tornar a la recentment creada Ramakrishna Math al monestir de Belur el 1898. L'any següent, a petició d'en Vivekananda, Shivananda es va implicar en l'organització de les ajudes quan va esclatar la plaga a Calcuta. El 1900 va viatjar amb Vivekananda a Mayavati. Va arribar a ser conegut com a "Mahapurush Maharaj".
El 1902, just abans de la mort de Vivekananda, va anar a Varanasi per fundar l'Advaita Ashrama utilitzant la donació del Raja de Bhinga a Vivekananda. Allà va romandre durant set anys. Els diners no eren abundants i hi vivien austerament. Fou on va traduir a la llengua local les conferències de Vivekananda a Chicago. Va continuar ocupant-se dels assumptes de l'Ashrama fins al 1909.
El 1910 va ser elegit vicepresident de la missió Ramakrishna i també fou un dels patrons originals del Belur Math. El 1917, quan Baburam Maharaj (Swami Premananda) va caure malalt i va morir, la responsabilitat de gestionar els assumptes de la Ramakrishna Math i la Ramakrishna Missión van caure sobre Shivananda. El 1922, després de la mort de Swami Brahmananda, es va convertir en el segon president de Ramakrishna Math i la Ramakrishna Mission. Igual que Brahmananda, va destacar la meditació juntament amb el seu treball diari. Va visitar les ciutats de Dhaka i Mymensingh on va iniciar molts buscadors espirituals. El 1924 i el 1927 va fer dues gires llargues cap al sud i va establir la Ramakrishna Math a Ootakamund i després a Bombai i Nagpur. El 1925 va anar a Deoghar on va obrir un nou edifici per al capítol local de la missió Ramakrishna.
A partir del 1930, la seva salut es va deteriorar ràpidament. L'abril de 1933 va patir un ictus tot desenvolupant una paràlisi d'un lateral. El 20 de febrer de 1934, pocs dies després de l'aniversari de Ramakrishna, Shivananda va morir. La petita habitació al costat del vell santuari de Belur Math es va conèixer com la "Sala de Shivananda".